# Bianca Lawson
Bianca Jasmine Lawson (Los Angeles, 20 marzo 1979) è un'attrice statunitense.

## Biografia
Bianca Lawson è figlia degli attori Richard Lawson e Denise Gordy e nipote del fondatore di Motown Records, Berry Gordy. Di origini italiane, statunitensi e latinoamericane.
Ha frequentato lo Stella Adler Studio of Acting e si è diplomata alla Marymount High School, una scuola cattolica di Los Angeles. Ha poi proseguito gli studi, concentrandosi su Film e Psicologia alla University of Southern California.
Inizia a recitare all'età di nove anni. Ottiene ruoli importanti in molti film, come Save the Last Dance (2001), e nella serie televisiva Buffy l'ammazzavampiri, dove interpreta la parte della cacciatrice Kendra Young dal 1997 al 1998. Nel dicembre 2009 viene scritturata per dare il volto a Maya St. Germain nella serie Pretty Little Liars.
Oltre a cinema e televisione, Bianca Lawson ha prestato la sua voce al videogioco Star Wars: The Old Republic nel 2011.
Il 12 aprile 2015 il padre, Richard Lawson, ha sposato Tina Knowles diventando così sorellastra delle cantanti Beyoncé e Solange Knowles.

## Filmografia

### Cinema
- Twice the Fear, regia di Kenn Michael (1998)
- I colori della vittoria (Primary Colors), regia di Mike Nichols (1998)
- Big Monster on Campus, regia di Mitch Marcus (2000)
- Save the Last Dance, regia di Thomas Carter (2001)
- Bones, regia di Ernest R. Dickerson (2001)
- Jeepers Creepers 2 - Il canto del diavolo 2 (Jeepers Creepers 2), regia di Victor Salva (2003)
- Dead & Breakfast, regia di Matthew Leutwyler (2004)
- Breakin' All the Rules, regia di Daniel Taplitz (2004)
- The Pavilion, regia di C. Grant Mitchell (2004)
- Flip the Script, regia di Terrah Bennett Smith (2005)
- Broken, regia di Alan White (2006)
- Pledge This!, regia di William Heins e Strathford Hamilton (2006)
- Supergator, regia di Brian Clyde (2007)
- The Killing of Wendy, regia di David Hickson (2008)
- "La casa dei segreti", regia di Kevin L. Powers (2014)

### Televisione
- Bayside School - La nuova classe (Saved by the Bell: The New Class) - serie TV, 39 episodi (1993-1994)
- My So-Called Life - serie TV, episodio 1x01 (1994)
- Me and the Boys - serie TV, episodio 1x16 (1995)
- In the House - serie TV, episodio 2x04 (1995)
- Sister, Sister - serie TV, 7 episodi (1995-1996)
- Goode Behavior - serie TV, 22 episodi (1996-1997)
- The Parent 'Hood - serie TV, episodi 4x07-4x11 (1997)
- Buffy l'ammazzavampiri (Buffy the Vampire Slayer) - serie TV, episodi 2x09-2x10-2x21 (1997-1998) - Kendra Young
- Un genio in famiglia (Smart Guy) - serie TV, episodi 1x07-3x16 (1997-1999)
- Due poliziotti a Palm Beach (Silk Stalkings) - serie TV, episodio 7x14 (1998)
- The Temptations, regia di Allan Arkush - film TV (1998)
- The Steve Harvey Show - serie TV, episodi 2x14-2x19-2x21 (1998)
- Dawson's Creek - serie TV, 4 episodi (1999-2000)
- Squadra Med - Il coraggio delle donne (Strong Medicine) - serie TV, 2x09 (2001)
- Feast of All Saints, regia di Peter Medak - film TV (2001)
- For the People - serie TV, episodio 1x08 (2002)
- Fantasmi (Haunted) - serie TV, episodio 1x05 (2002)
- The Division - serie TV, episodio 4x04 (2004)
- The Big House - serie TV, episodio 1x02 (2004)
- The Cleaner - serie TV, episodi 1x03-1x09 (2008)
- Bones - serie TV, episodio 4x13 (2009)
- La vita segreta di una teenager americana (The Secret Life of the American Teenager) - serie TV, 6 episodi (2009)
- The Vampire Diaries - serie TV, 5 episodi (2009-2014)
- Nikita - serie TV, episodio 1x05 (2010)
- Pretty Little Liars - serie TV, 22 episodi (2010-2012)
- American Horror Story - serie TV, episodio 1x01 (2011)
- Heavenly, regia di Mimi Leder - film TV (2011)
- Teen Wolf - serie TV, 12 episodi (2012-2014)
- Beauty and the Beast - serie TV, episodio 1x08 (2012)
- Natale, è sempre Natale! (All About Christmas Eve), regia di Peter Sullivan - film TV (2012)
- 2 Broke Girls - serie TV, episodio 2x11 (2012)
- La casa dei segreti (House of Secrets), regia di Kevin L. Powers - film TV (2014)
- Le streghe dell'East End (Witches of East End) - serie TV, 10 episodi (2014)
- Chicago P.D. - serie TV, episodio 2x11 (2015)
- Rogue - serie TV, 10 episodi  (2015)
- Queen Sugar - serie TV, 9 episodi (2016)

## Riconoscimenti
- 2001 – Teen Choice Awards
  - Film – Choice Fight Scene, con Julia Stiles (Save the Last Dance)

## Doppiatrici italiane
- Francesca Manicone in Pretty Little Liars, The Vampire Diaries
- Sabine Cerullo in Teen Wolf
- Laura Latini in Save the Last Dance
- Federica De Bortoli in Dawson's Creek
- Benedetta Ponticelli in Beauty and the Beast
- Sabrina Duranti in Buffy l'ammazzavampiri
- Rossella Acerbo in Bayside School - La nuova classe
- Giulia Catania in The Vampire Diaries (2^voce)